# Asa Gray
Asa Gray (18. listopadu 1810 Paris, stát New York, USA – 30. ledna 1888 Cambridge, USA) byl americký botanik.
Byl žákem Johna Torreye, s kterým později také spolupracoval. Mezi roky 1842 až 1873 byl profesorem na Harvardu.
Jeho jméno nese Asa Gray Bulletin (1893-1901, 1952-1961), Gray Herbarium a Grays Peak, hora v Coloradu. Od roku 1984 je udělována Asa Gray Award, nejvyšší ocenění American Society of Plant Taxonomists.

## Dílo
- A flora of North America, spolu s Johnem Torreyem, 1838-1843
- Plantae Lindheimerianae: An enumeration of F. Lindheimer's collection of Texan plants, with remarks and descriptions of new species, etc., spolu s Georgem Engelmannem
- A Manual of the Botany of the Northern United States, 1848
- Genera florae Americae boreali-orientalis illustrata, 1848-1849
- Plantm Fendlerianae Novi Mexi-camp, 1849
- Plantae Wrightianae texano-neo-mexicanae, 1852-1853
- Botany of the United States Expedition during the years 1838-1842 under the command of Charles Wilkes, Phanerogamia, 1854
- Synoptical Flora of North America, 1878-1897
- Contributions to North American Botany, 1846-1888